# Suhib Alhasanat
Suhib Yousef Khalil Alhasanat (ur. 2004) – jordański zapaśnik walczący w stylu klasycznym. 
Zajął dziewiąte miejsce na mistrzostwach Azji w 2025. Wicemistrz arabski w 2023 i 2024 roku.